# مون لائو
مون لائو (انگلیسی: Moon Lau؛ زادهٔ ۹ سپتامبر ۱۹۸۹) بازیگر، مدل و مجری تلویزیون اهل هنگ کنگ است.